# Liste d'architectes néerlandais
Liste des architectes néerlandais
- Jacob Bakema
- Karel de Bazel
- Ben van Berkel
- Hendrik Petrus Berlage
- Alphons Boosten
- Caroline Bos
- William Bouwens van der Boijen
- Jan Buijs
- Johann Georg van Caspel
- Menno van Coehoorn
- Eduard Cuypers
- Pierre Cuypers
- Cees Dam (1932-), architecte néerlandais
- Theo van Doesburg
- Willem Marinus Dudok
- Jan de Jong
- Hendrick de Keyser
- Michel de Klerk
- Rem Koolhaas
- Piet Kramer
- Hans van der Laan
- MVRDV
- Winy Maas
- Johan van der Mey
- Édouard-Jean Niermans
- Jacobus Johannes Pieter Oud
- Pieter Post
- Gerrit Rietveld
- Charles Prosper Wolff Schoenmaker
- Mart Stam
- Alfred Tepe
- UNStudio
- Jacob van Campen
- Johannes Hendrik van den Broek
- Aldo van Eyck
- Hans van Steenwinckel l'Ancien
- Hans Vredeman de Vries
- Nathalie de Vries
- West 8